# إرياني رويث أريفالو
إرياني رويث أريفالو (بالإسبانية: Ireane Ruiz Arévalo، ولدت في 2 أبريل 1973، لوغرونيو، لا ريوخا، إسبانيا) لاعبة تايكوندو إسبانية.
حصلت على الميدالية الذهبية في بطولة العالم للتايكوندو عام 1995.

## إنجازاتها

### بطولة العالم للتايكوندو
- 1995 مانيلا  الفلبين:  ميدالية ذهبية في وزن تحت 70 كغم.
- 1997 هونغ كونغ  الصين:  ميدالية برونزية في وزن تحت 70 كغم.

## روابط خارجية
- إرياني رويث أريفالو على موقع TaekwondoData.com (الإنجليزية)
- إرياني رويث أريفالو على موقع أوليمبيديا (الإنجليزية)